# Lundia corymbifera
Lundia corymbifera là một loài thực vật có hoa trong họ Chùm ớt. Loài này được (Vahl) Sandwith mô tả khoa học đầu tiên năm 1937.